# Tega Richard
Tega Tosin Richard (ur. 13 listopada 1992) – nigeryjska zapaśniczka walcząca w stylu wolnym. Srebrna medalistka mistrzostw Afryki w 2010. Trzecia na igrzyskach wspólnoty narodów w 2010 roku.